# جرم (قبيلة)

جرم  كانت قبيلة عربية تعيش في العصور الوسطى في فلسطين وحوران ومصر الساحلية. كانت جرم فرع من قبيلة ثعلبة، وهي فرع ثانوي من قبيلة جديلة، والذي هو في حد ذاته فرع من القبيلة العربية الكبيرة  طيء .   ومع ذلك، تعد بعض المصادر أن قبيلة جرم تنتمي إلى قبيلة قضاعة. وتعد كلا القبيلتين سواءا قضاعة أو طيء  من القبائل القحطانية (العرب أصلاً من اليمن).
في العصور الوسطى، خلال حكم الأيوبيين والمماليك، سكن بنو الجرم المنطقة بين غزة وعبر السهل الساحلي لفلسطين.  كانت معسكراتهم الرئيسية بين دير البلح وغزة،  بينما كانوا يهاجرون في كثير من الأحيان إلى محيط الخليل في الصيف.  بدايةً من السلطان بيبرس، عهد المماليك إلى الجرم، إلى جانب العشائر الطائية الأخرى بحماية الريف، وتوفير الخيول العربية  للبريد (الطريق البريدي)، وفرض ضرائب عليها.  عُرف زعماء قبيلة الجرم وعشائر طيء الأخرى باسم «أمير» (الأمراء). في التسلسل الهرمي المملوكي، وكانت الرتبة العسكرية للأمير البارز من جرم مساوية لتلك التي  يحملها أمير من دمشق المستندة إلى أمير عشرة (أمير عشرة الفرسان) أو حلب المستندة إلى أمير العشرين (أمير عشرين الفرسان).  في سجلات المماليك، كانت قوة الجرم 1000 من الفرسان، مما يجعلها واحدة من القبائل الرائدة الأصغر في بلاد الشام؛ بينما تعتبر قبيلة  الفضل ، أقوى عشيرة طائية. 
في عام 1415 ، وقع قتال عنيف بين الجرم وقبيلة العيد في مثلث غزة، الرملة والقدس . في عام 1494، نشأ نزاع بشأن الترشيح الرسمي لأمير الجرم، وهو واجب يُعهد به عادة لحكام المماليك في غزة أو القدس. تدخّل السلطان قايتباي في النهاية واختار مرشح القدس لأن حاكم تلك المقاطعة دفع رشوة خمسمائة دينار .  احتفظ زعماء قبيلة الجرم بلقب الأمير خلال الحكم العثماني المبكر في القرن السادس عشر وتم إدراجهم في سجلات الضرائب لسانقاق غزة. في ذلك الوقت، كان لديها 12 فرعا ونزلت في محيط الرملة.  دفعت 10,000 آقجة لخزانة السلطان العثماني.